# Melastoma lanuginosum
Melastoma lanuginosum är en tvåhjärtbladig växtart som beskrevs av Carl Ludwig von Blume. Melastoma lanuginosum ingår i släktet Melastoma och familjen Melastomataceae. Inga underarter finns listade i Catalogue of Life.